# تم بينتسكو
تم بينتسكو (بالألمانية: Tim Bendzko) هو مغني ألماني و كاتب أغاني، وُلد في التاسع من أبريل لعام 1985 في برلين الشرقية.

## حياته
وُلد تم في برلين الشرقية عام 1985 و ترعرع في كوبينيك. و قد زار المدرسة الثانوية الرياضية و ثم بدأ الاهتمام بكرة القدم في المقام الأول، و قد وصل مع نادي أونيون برلين إلى فئة اللاعبين الأقل من سبعة عشر عامًا. قرر في عمر الحادية عشر أو الثانية عشر أن يأخذ دروسًا في تعليم الجيتار ، و عندما بلغ السادسة عشر كتب أول مقطوعة له. و بعد اتمامه للثانوية الألمانية بدأ دراسة علوم الإلهيات الإنجيلي والأديان غير مسيحية في جامعة برلين الحرة، و قد ترك دراسته بعد خمسة فصول دراسية دون أن يتمها  ، ليعمل بعد ذلك كدلال لفترة قصيرة.
اشترك تيم في عام 2009 قي مسابقة المواهب زونه جيزوخت (Söhne gesucht) للفرقة الموسيقية زونه مانهايمس (Söhne Mannheims) و ربح المركز كنظير اكزافير تورنيدو .، و قام بتأديه عرض مع الفرقة على مسرح برلينار فالد في عام 2009 و بلغ عدد الحضور عشرين ألف. مضى تيم بعد ذلك عقدًا مع شركة سوني للترفيه الموسيقي.

## الأغاني
| الأغنية                                          | سنة الاصدار |
| ------------------------------------------------ | ----------- |
| Alles was Du wissen musst (كل ما يجب أن تعرفه)   | 2013        |
| Am seidenen Faden (الخيط الحريري)                | 2013        |
| Auch wenn es gelogen ist (حتى و إن كان كذبًا)     | 2013        |
| Auf den ersten Blick (من النظرة الأولى)          | 2011        |
| Beste Version (أفضل إصدار)                       | 2014        |
| Das letzte Mal (المرةالأخيرة)                    | 2011        |
| Die Geier kreisen schon (النسور تحلق بالفعل)     | 2013        |
| Durch die Nacht (خلال الليل)                     | 2013        |
| Du warst noch nie hier (أنت لم تكن هنا أبدًا)     | 2011        |
| Es geht wieder vorbei (لقد انتهى الأمر مرة أخرى) | 2013        |
| Es kommt zurück (لقد عاد)                        | 2011        |
| Hinter dem Meer (خلف البحر)                      | 2016        |

## الألبومات
- 2011: Wenn Worte meine Sprache wären (عندما يصبح كلامي لغة)
- Am seidenen Faden :2013 (خيط حريري)
- 2016: Immer noch Mensch(انسان دائمًا)

## روابط خارجية
- تم بينتسكو على موقع IMDb (الإنجليزية)
- تم بينتسكو على موقع ميوزك برينز (الإنجليزية)
- تم بينتسكو على موقع أول ميوزيك (الإنجليزية)
- تم بينتسكو على موقع ديسكوغز (الإنجليزية)